# Death Metal (альбом Dismember)
Death Metal — четвёртый студийный альбом шведской дэт-метал-группы Dismember, выпущенный 8 августа 1997 года на лейбле Nuclear Blast.
Вступление к четвёртой композиции из этого альбома — «Let the Napalm Rain» включает семпл из фильма Френсиса Форда Копполы «Апокалипсис сегодня».

## Список композиций
| №                   | Название                       | Текст песни         | Музыка                            | Длительность |
| ------------------- | ------------------------------ | ------------------- | --------------------------------- | ------------ |
| 1.                  | «Of Fire»                      | Матти Кярки         | Давид Блумквист, Ричард Кабеса    | 3:41         |
| 2.                  | «Trendkiller»                  | Фред Эстбю          | Эстбю                             | 2:11         |
| 3.                  | «Misanthropic»                 | Кярки               | Кабеса, Эстбю                     | 2:59         |
| 4.                  | «Let the Napalm Rain»          | Кярки               | Эстбю                             | 3:27         |
| 5.                  | «Live for the Fear (Of Pain)»  | Эстбю               | Блумквист, Роберт Сеннебек, Эстбю | 2:36         |
| 6.                  | «Stillborn Ways»               | Эстбю               | Эстбю                             | 4:15         |
| 7.                  | «Killing Compassion»           | Эстбю               | Сеннебек, Эстбю                   | 1:49         |
| 8.                  | «Bred for War»                 | Кярки               | Блумквист, Эстбю                  | 4:19         |
| 9.                  | «When Hatred Killed the Light» | Кярки               | Кабеса, Эстбю                     | 3:31         |
| 10.                 | «Ceremonial Comedy»            | Кярки               | Блумквист, Эстбю                  | 3:25         |
| 11.                 | «Silent Are the Watchers»      | Кярки               | Блумквист, Кабеса                 | 3:54         |
| 12.                 | «Mistweaver»                   | Кярки               | Блумквист                         | 4:07         |
| Общая длительность: | Общая длительность:            | Общая длительность: | Общая длительность:               | 40:16        |

| №   | Название                           | Длительность |
| --- | ---------------------------------- | ------------ |
| 13. | «Pagan Saviour» (кавер на Autopsy) | 3:54         |
| 14. | «Shadowlands»                      | 3:31         |
| 15. | «Afterimage»                       | 4:31         |
| 16. | «Shapeshifter»                     | 4:40         |

## Участники записи
| Dismember: - Матти Кярки — вокал - Давид Блумквист — гитара - Роберт Сеннебек — ритм-гитара - Ричард Кабеса — бас-гитара - Фред Эстбю — ударные, продюсер, звукорежиссёр | Технический персонал: - Dismember — продюсер - Петер ин де Биту — мастеринг - Андерс Линдстрём — звукорежиссёр - Томас Скогберг — звукорежиссёр - Альваро Тапиа — художественное оформление |